# Velké Albrechtice
Velké Albrechtice település Csehországban, Nový Jičín-i járásban. Velké Albrechtice Bílovec, Studénka, Bílov és Bravantice településekkel határos. Lakosainak száma 1176 fő (2024. január 1.).

## Népesség
A település lakosságának változását az alábbi diagram mutatja:
| Lakosok száma | 1285 | 1427 | 1425 | 887  | 938  | 1021 | 1093 | 1143 | 1119 | 1176 |
|               | 1869 | 1900 | 1921 | 1961 | 1980 | 2011 | 2016 | 2019 | 2021 | 2024 |